# Đột kích 2
Đột kích 2: Kẻ sát nhân (tiếng Indonesia: The Raid 2: Berandal) là một bộ phim điện ảnh Indonesia năm 2014 của đạo diễn Gareth Evans. Phim được công chiếu vào ngày 28 tháng 3 năm 2014. Đây là phần tiếp theo của phim Đột kích: Chuộc tội năm 2011.

## Nội dung
Sau các sự kiện trong phần phim trước, trùm băng đảng Andi bị một tên trùm khác là Bejo bắt và hành quyết. Trong khi đó, anh chàng cảnh sát Rama đưa cấp trên tham nhũng của mình là Trung úy Wahyu đến gặp Trung úy Bunawar. Bunawar bất ngờ bắn chết Wahyu, và đề nghị Rama làm gián điệp nằm vùng trong giới tội phạm để giúp ông vạch trần những vụ hợp tác của Cảnh sát trưởng Reza với hai băng đảng Bangun và Goto. Rama đồng ý sau khi biết Andi, anh trai của anh, đã chết.
Rama đã hành hung con trai của một chính trị gia để bị bắt vào tù, từ đó anh tìm cách tiếp cận Uco, con trai của ông trùm tội phạm Bangun. Rama được Uco tin tưởng sau khi anh cứu mạng hắn trong một cuộc bạo động. Hai năm sau, Rama ra tù và được Bangun nhận vào băng đảng của ông ta. Uco muốn có nhiều quyền lực hơn, không muốn mãi núp sau cái bóng của bố mình. Uco đến gặp Bejo, cả hai âm mưu bắt đầu một cuộc chiến băng đảng nhằm phá bỏ thỏa thuận đình chiến giữa Bangun và trùm tội phạm Hideaki Goto để Uco có thể chứng minh năng lực với bố hắn và Bejo có thể chiếm địa bàn của Goto.
Uco sắp đặt để Prakoso, gã sát thủ trung thành của gia đình hắn, bị giết bởi Assassin, tên sát thủ hàng đầu của Bejo. Uco đổ tội cho băng đảng Goto về cái chết của Prakoso, nhưng Bangun không tin và từ chối trả thù. Uco thuyết phục Bejo cử hai sát thủ khác là Hammer Girl và Baseball Bat Man đi giết một số thuộc hạ của Goto, châm ngòi cho một cuộc chiến băng đảng giữa hai gia đình. Khi Bangun và Goto gặp nhau để thương lượng, Bangun đồng ý nhượng bộ địa bàn cho Goto để duy trì hòa bình, điều này khiến Uco nổi giận. Rama đang đi ngoài đường thì bị tấn công bất ngờ bởi một nhóm côn đồ, rồi nhận ra chúng chính là cảnh sát. Bunawar nói với Rama rằng Reza đã cử những tên cảnh sát tham nhũng đến truy sát anh. Eka - một thuộc hạ thân cận của Bangun - gọi điện cho Rama, bảo anh đến văn phòng của Bangun.
Bejo và bọn thuộc hạ của hắn xuất hiện ở văn phòng của Bangun. Uco nhẫn tâm bắn chết bố hắn và bắn Eka bị thương. Rama đến giúp Eka chạy thoát nhưng bị Assassin đánh gục và bị băng đảng Bejo bắt đi. Eka đã giải cứu Rama trong một cuộc rượt đuổi bằng xe ôtô, sau đó Eka chết do bị thương nặng. Trước khi chết, Eka tiết lộ rằng anh ta cũng là cảnh sát nằm vùng. Bunawar thông báo cho Rama về cuộc gặp giữa Bejo, Uco và Reza tại nhà hàng của Bejo; ba kẻ này đang bàn cách chống lại Goto.
Uco phát hiện thiết bị nghe trộm của Rama được đặt trong ví của hắn, nhưng lại nghĩ nó là của Bejo. Hắn nhận ra mình đã bị Bejo và Reza lợi dụng khi thấy hình xăm trên tay Bejo giống hình xăm của bọn côn đồ trong tù. Rama một mình tấn công vào nhà hàng, chiến đấu với nhiều thuộc hạ của Bejo, giết chết cả hai sát thủ Hammer Girl và Baseball Bat Man. Sau đó Rama vào nhà bếp, giao chiến dữ dội với Assassin, cuối cùng cũng giết được hắn. Trong phòng ăn, Uco bắn chết Reza và Bejo, rồi hắn cũng bị Rama đâm chết. Suy yếu và kiệt sức, Rama bước ra khỏi nhà hàng thì thấy băng đảng Goto đã đến nơi, anh nói rằng mình đã xong việc rồi.